# Ecce homo (utställning)

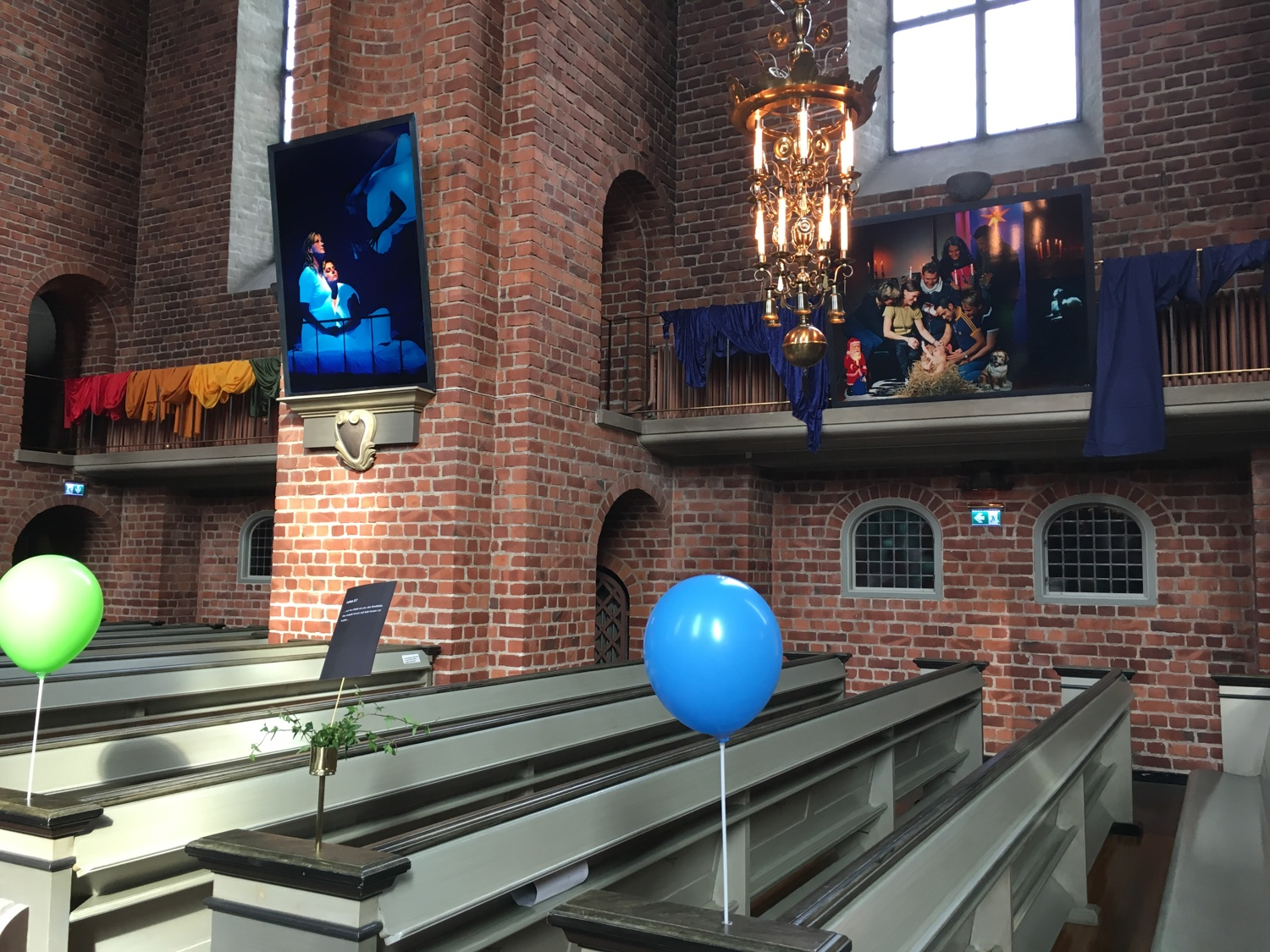
Bild från Klosters kyrka i Eskilstuna under Springpride 2016. Visar två verk ur Ecce homo-utställningen.

Ecce homo (latin för 'se människan') var en utställning av tolv fotografier av olika bibliska situationer, tolkade i modern tappning av fotografen Elisabeth Ohlson Wallin. Utställningen invigdes under Europride i Stockholm i juli 1998. Utställningen producerades av Karin Tingstedt som även formgav ”Ecce homo”- boken. Utställningslokalen var i ett tidigare skyddsrum på Södermalm och utställningen väckte uppmärksamhet redan då. I samband med visningen i Uppsala domkyrka den 19 september 1998 uppstod en rikstäckande samhällsdebatt. Ecce homo var kontroversiell och väckte starka och känsloladdade reaktioner, både positiva och negativa. Utställningen visades för sista gången 2018, i stadshuset i Tranås.
Fotografierna är alla kopplade till bibelcitat och föreställer, i tur och ordning: 
1. Bebådelsen Luk 1:30–31
2. Krubban Luk 2:7
3. Jesu dop Luk 3:21–22
4. Veropet Luk 23:13
5. Intåget i Jerusalem Luk 19:37–40
6. Nattvarden Matt 26:26–28
7. Judaskyssen Matt 26:45–48
8. Jesus dignar under korset Mark 15:17–20
9. Korsfästelsen Matt 27:45–46
10. Pietàn Joh 19:26
11. Jesu visar sig för kvinnorna Matt 28:9–10
12. Himlen Matt 18:18.

Många av bilderna är inspirerade av klassiska målningar och samtliga är fotograferade i modern miljö. Fotografen har medvetet använt sig av homosexuella modeller och miljöer. Hon ville med utställningen visa guds villkorslösa allomfattande kärlek. Motivet med transvestiter som fanns vid Nattvarden fanns till för att belysa Jesus empati med utstötta.

## Utställningen
Utställningen premiärvisades 1998 under Europride 1998, i bergrummen under Sofia kyrka i Stockholm. Besökarna fick en följelapp där det ihop med titeln på varje verk också fanns en kort förklaring från Ohlsson hur hon tänkt kring bilden. 
- Bebådelsen: Kvinnorna på bilden är ett verkligt samkönat kvinnligt par, där den ena är i sjunde månaden. "Varje barn är ett under."
- Krubban: Bilden föreställer den homosexuella familjen, med två mammor och två pappor, och berättar om hur den precis som Josef och Maria får gömma sig för att skydda barnet.
- Dopet: Bilden är tillägnad Ohlssons vänner sóm dog i aids och är från ett badhus, en vanligt mötesplats för sexuella möten män emellan. Ohlson gör också en koppling mellan att komma ut som homosexuella och när Jesus kom ut som Messias i dopet.
- Veropet: Bilden är inspirerad av en målning av Carl Bloch och föreställer en grupp läderbögar och läderlesbiska, med Jesus mitt ibland dem.

## Kritik
Utställningen väckte kritik, från framför allt kristna frikyrkliga och ortodoxa grupper. Exempelvis gick 14 frikyrkliga pastorer ut och kritiserade utställningen i Nerikes Allehanda, när den visades i Örebro. Kritikerna menade att bilden på Jesu dop där man ser en halvt erigerad penis sexualiserade Jesus och framställde honom som homosexuell. Ärkebiskopen K.G Hammar och domprosten Tuulikki Koivunen Bylund ville stoppa utställningen när den skulle visas i Uppsala Domkyrka så tillvida att denna bilden skulle tas bort. Wallin hotade då med att gå till media och berätta om censuren och de gav då med sig.
Dåvarande biskopen i Uppsala stift, Tord Harlin, motsatte sig utställningen med följande ord: "I bästa fall är det dålig teologi, i värsta fall är det hädelse."

## Hård debatt
Den kritik som utställningen mötte omfattade inte enbart debattsidor och media, den tog sig även handgripliga uttryck. Vid visningen i Uppsala domkyrka bombhotades kyrkan och polisbevakning kallades in. Domprosten Tuulikki Koivunen Bylund, som hade gett tillstånd till visningarna, mottog negativa brev varav ett innehöll mordhot. Det gjordes anmälningar mot henne men ingen renderade någon åtgärd från domkapitlet. Samtliga tre visningar gick också lugnt till och domkyrkan var fylld av besökare.
När Ecce Homo visades i Norrköping i mars 1999 blev situationen mer våldsam. Museet blev bombhotat och en välplanerad demonstration med 500 personer anordnades, med deltagare främst från den syrisk-ortodoxa församlingen varav några kastade sten på Ohlson Wallin.
Ecce Homo har vid flera visningar utsatts för attentat och vid några tillfällen har man förstört ett eller flera fotografier. Enskilda museitjänstemän har hotats. Elisabeth Ohlson Wallin mordhotades, bombhotades och fick hatbrev.

## Debatt i kyrka och riksdag
Att Koivunen Bylunds tillstånd att visa Ecce homo i domkyrkan i efterhand sanktionerades av ärkebiskopen K.G. Hammar ledde till en omfattande debatt i press och kyrkliga fora, liksom till att påven ställde in ärkebiskopens audiens i Vatikanen hösten 1998. Mötet mellan K.G. Hammar och påven ägde istället rum i maj 1999.
Carl Bildt kallade visningen för "ett jippo med syfte att provocera" och jämförde med om man skulle haft en visning av en Pol Pot-utställning. I samband med en visning av Ecce Homo i Sveriges riksdag mottog Tasso Stafilidis, ordförande för en riksdagsgrupp med syfte att tillvarata HBTQ-personers intressen, ett brev med ett dödshot.
När Birgitta Ohlsson var nytillträdd EU-minister år 2010 lät hon hänga fotografiet "Nattvarden" på sitt arbetsrum i Rosenbad.

## Efterspel
Omkring 175 000 personer har sett utställningen, och 1999 sammanställde Gabriella Ahlström en bok om den och de reaktioner den mötte, Ecce Homo: berättelsen om en utställning (Bonnier, 1999).

### Allmänna källor
- Ohlson Wallin, Elisabeth (1998). Ecce homo – photographs 1996–1998. Malmö: Föreningen Ecce Homo. Libris 7452612. ISBN 91-630-6324-7
- Ahlström, Gabriella (1999). Ecce homo – berättelsen om en utställning. Stockholm: Bonnier. Libris 8345229. ISBN 91-0-057143-1
- Janson, Tore (2002). Latin: kulturen, historien, språket. Stockholm: Wahlström & Widstrand. Libris 8560512. ISBN 91-46-18335-3 (inb.)